# Stone the Crows
Stone the Crows byla skotská blues rocková kapela, která vznikla na konci roku 1969 v Glasgow.

## Původní sestava
- Maggie Bell, zpěv (* Margaret Bell, 12. ledna 1945, Maryhill, Glasgow, Strathclyde, Skotsko).
- Les Harvey, kytara (* Leslie Cameron Harvey, 13. září 1944, Govan, Glasgow; † 2. května 1972).
- Colin Allen, bicí (* Colin Eric Allen, 9. května 1938, Bournemouth, Dorset; ex-Zoot Money's Big Roll Band a John Mayall & the Bluesbreakers, později vystupoval se skupinou Focus)
- James Dewar, baskytara (* James Dewer, 12. října 1942 Glasgow; † 16. května 2002; později vystupoval se skupinou Robina Trowera)
- John McGinnis, klávesy

V tomto složení byla nahrána první dvě alba kapely.

## Druhá sestava
McGinnis a Dewar odešli v roce 1971 a byli nahrazeni Ronniem Leahym a Stevem Thompsonem. Po Harveyho nečekaném úmrtí na pódiu ve Swansea v květnu 1972 se místa sólového kytaristy ujal Jimmy McCulloch. Protože byl Harvey hlavním skladatelem kapely a partnerem Maggie Bell, vedla tato událost téměř k rozpadu Stone the Crows.
Stone the Crows se nakonec rozpadli v červnu 1973.

## Diskografie
- Stone the Crows (1970)
- Ode to John Law (1970)
- Teenage Licks (1971)
- Ontinuous Performance (1972)